# 孔莹
孔莹（2000年12月26日—），中国童星、演员，出生于河南省淮阳县，2004年3岁时参加河南卫视的戏曲节目梨园春，并在年终获得少儿组金奖而逐渐走红。后就读于天津师范大学。

## 作品

### 音乐专辑
- 《东方神韵》
- 《月光童话》

### 影视作品
- 《嘟噜小精灵》
- 《一家老小》

## 广告代言

### 公益代言
- “青少年艾滋病防治教育”工程“爱心天使”

### 商业广告
- 台湾ABC童鞋
- 青蛙王子系列（儿童牙膏和儿童润肤霜）
- 华龙大骨拉面
- 酷丁童鞋